# 石川千温
石川 千温（いしかわ ちはる、1962年- ）は、日本の工学者。情報学者。工学博士（室蘭工業大学）。専門は、通信工学・教育工学。特に、デジタル画像処理。

## 来歴
1985年北海道大学工学部卒業。1985年~1987年光学機器メーカー勤務を経て、1989年北海道大学大学院工学研究科生体システム専攻修士課程修了。1989年北海道電子計算機専門学校（現・北海道情報専門学校）専任講師。1990年北海道職業能力開発大学校情報技術科専任講師。1996年札幌学院大学商学部専任講師。1999年同商学部助教授。2001年室蘭工業大学大学院工学研究科生産情報システム専攻博士課程修了。2002年札幌学院大学商学部教授。2008年教育システム情報学会研究奨励賞受賞。2009年札幌学院大学経営学部教授。
この他、札幌学院大学副学長、同就職部長、NPO法人CCC-TIES理事などを務める。

## 著書
- 『基礎からのコンピュータ』ムイスリ出版、1998年初版/2002年第2版
- 『文系学生のためのコンピュータ指南書』共著、ムイスリ出版、2005年初版/2006年第2版
- 『学生のためのパソコン活用術』共著、ムイスリ出版、2009年
- 『パソコン活用術』共著、ムイスリ出版、2010年

## 注
1. ↑  以下につきresearchmap
2. ↑  以下につき札幌学院大学経営学部　2013年9月2日号（第4号）
3. ↑  組織の状況 NPO CCC-TIES